# Portada/article febrer 6

## Art antic
L'art antic o art de l'antiguitat és l'art de l'edat antiga. La història de l'art antic és la divisió de la història de l'art que se centra en el seu estudi i interpretació formal, tècnica, estructural, i ideològica (iconogràfica, iconològica) i a la seva explicació històrica; encara que l'arqueologia és la ciència històrica, que estudia la cultura material de la qual les obres d'art són la manifestació més valuosa, i és l'encarregada del seu descobriment i anàlisi contextual.